# Sungsotia uenoi
Sungsotia uenoi is een hooiwagen uit de familie Epedanidae.